# Aivars Lazdenieks
Aivars Lazdenieks (* 26. Februar 1954 in Skrunda, Lettische SSR; † 20. August 2023) war ein sowjetischer Ruderer, der 1976 eine olympische Silbermedaille gewann.

## Sportliche Karriere
Der 2,00 m große Aivars Lazdenieks von Dinamo Riga ruderte bei den Weltmeisterschaften 1975 in Nottingham im Doppelvierer. Vytautas Butkus, Juri Jakimow, Aivars Lazdenieks und Jewgeni Dulejew erruderten die Bronzemedaille hinter den Booten aus der DDR und der Tschechoslowakei. Bei den Olympischen Spielen 1976 trat der sowjetische Doppelvierer in der gleichen Besetzung wie im Vorjahr an. Im Vorlauf gewann das Boot mit drei Sekunden Vorsprung vor dem Doppelvierer aus der DDR und qualifizierte sich damit direkt für das Finale. Im Finale siegte die Crew aus der DDR mit einer Sekunde Vorsprung vor dem sowjetischen Doppelvierer, mit knapp zwei Sekunden Rückstand gewannen die Tschechoslowaken die Bronzemedaille. 1977 startete der sowjetische Doppelvierer in der gleichen Besetzung bei den Weltmeisterschaften in Amsterdam, belegte aber lediglich den zweiten Platz im B-Finale und damit den achten Platz in der Gesamtwertung.
Aivars Lazdenieks starb im August 2023 im Alter von 69 Jahren.